# Corpuscule de Krause

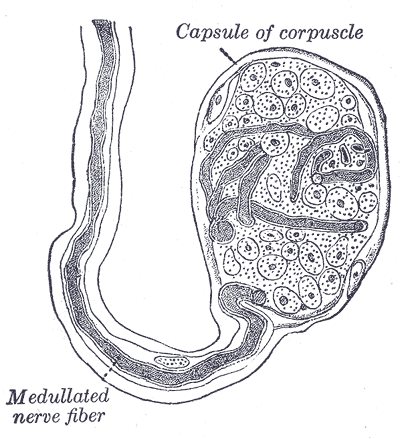
Une représentation d'un corpuscule de Krauze en 1918 (dans Anatomy of the Human Body, Gray).

Les corpuscules de Krause sont des récepteurs sensoriels du corps humain ou d'autres mammifères permettant de capter des vibrations, voire des variations de température. Généralement on leur associe la perception du froid. Ces récepteurs présents notamment sur le gland du pénis et sur le gland du clitoris joueraient un rôle dans le plaisir. Chez la souris, ils sont indispensables à l'activation de l'érection et aux contractions vaginales.

## Historique
Les corpuscules de Krause doivent leur nom à l'anatomiste Wilhelm Krause qui les a décrits en 1860.

## Morphologie
La structure générale de la partie terminale est celle d'un neurone sensoriel enveloppé dans un sac liquide de cellules de Schwann de soutien et encapsulé dans du tissu conjonctif. Toutefois, aussi bien chez l'être humain que chez la souris, ils présentent une extrême diversité de formes (cylindres, sphères,…) et de taille. 

## Localisation, densité
Chez la souris, il y a autant de corpuscules sur le gland du pénis que sur celui du clitoris, ce qui entraine, du fait de la plus petite taille de ce dernier, une densité 15 fois plus grande chez la femelle, où ces récepteurs sont presque contigus. Cette densité est de 1500 par mm³ chez la femelle.

## Activation
Chez la souris, ces neurones sensoriels ne se développent, contrairement à la plupart des autres, qu'à l'âge de 4 à 6 semaines, juste avant la maturité sexuelle. Reliés à la moëlle épinière, ils sont restent actifs même en cas de rupture de la lésion entre moëlle épinière et cerveau. Ils sont particulièrement activés en réponse à des vibrations basse fréquence comprises entre 40 et 80 hertz (ce qui correspond aux fréquences utilisées par les jouets sexuels vibrants conçus pour les êtres humains).